# ميثيل ثلاثي كلورو السيلان
ميثيل ثلاثي كلورو السيلان (أو ثلاثي كلورو ميثيل السيلان) هو مركب سيليكون عضوي صيغته CH3Cl3Si، ويوجد على شكل سائل عديم اللون.

## التحضير
يحضر المركب ضمن مزيج المركبات الكلورية المشابهة مثل ثنائي كلورو ثنائي ميثيل السيلان وكلورو ثلاثي ميثيل السيلان وذلك وفق عملية مولر-روتشو (العملية المباشرة) وذلك انطلاقاً من تفاعل السيليكون مع كلورو الميثان بوجود حفاز من النحاس عند درجات حرارة تتجاوز 250 °س.

## الخواص
يوجد المركب في الشروط القياسية على شكل سائل عديم اللون، وهو يتفاعل عند التماس مع الماء ويتحلل:
{\displaystyle {\ce {MeSiCl3 + 3 H2O -> MeSi(OH)3 + 3 HCl}}}
يكون مركب السيلانول الناتج غير مستقر، ويتفكك بالنهاية إلى شبكة بوليمرية.

## الاستخدامات
يمكن أن يستخدم ميثيل ثلاثي كلورو السيلان من أجل الحصول على كربيد السيليكون مرتفع النقاوة عن طريق التفكك الحراري:
{\displaystyle \mathrm {CH_{3}SiCl_{3}\longrightarrow SiC+3\,HCl} }